# Tipanaea intactella
Tipanaea intactella är en fjärilsart som beskrevs av Walker 1863. Tipanaea intactella ingår i släktet Tipanaea och familjen Crambidae. Inga underarter finns listade i Catalogue of Life.